# A. O. Scott
Anthony Oliver Scott, más conocido como A. O. Scott (Northampton, Massachusetts, 10 de julio de 1966), es un crítico de cine estadounidense. Desde 2000 se ha desempeñado como crítico de cine en el periódico The New York Times.

## Biografía
Scott nació en Northampton, Massachusetts. Sus padres, Joan Wallach Scott y Donald Scott, son profesores. Su madre es profesora de la escuela de ciencias sociales en el Institute for Advanced Study, ubicado en Princeton, Nueva Jersey. Su padre hace clases de historia estadounidense en la Universidad de la Ciudad de Nueva York. Scott es sobrino nieto de Eli Wallach, dado que su abuelo materno era hermano del actor. Scott es judío por parte de su madre. En 1988 se graduó magna cum laude de la Universidad de Harvard, obteniendo un título en literatura. Tras graduarse estuvo algunos años haciendo clases en un programa de literatura estadounidense de la Universidad Johns Hopkins, pero finalmente se decidió por el periodismo.
Comenzó su carrera en la revista New York Review of Books, donde trabajó como asistente de Robert B. Silvers. Posteriormente se desempeñó como crítico literario en el periódico Newsday, y como colaborador de las revistas New York Review of Books y Slate.
En enero de 2000 se unió a la sección de arte de The New York Times, tras el retiro de Janet Maslin de la crítica cinematográfica. En 2004 se convirtió en el principal crítico de cine del periódico, tras la jubilación de Elvis Mitchell. Scott realiza junto a otros críticos del periódico un podcast llamado Critics' Picks.
Durante 2006 y 2007, Scott fue invitado al programa de televisión Ebert & Roeper, para acompañar al crítico Richard Roeper debido a la ausencia de Roger Ebert por problemas de salud. El 5 de agosto de 2009 se anunció que Scott y Michael Phillips reemplazarían a Ben Lyons y Ben Mankiewicz en la conducción del programa At the Movies. El debut de Scott y Phillips fue el 5 de septiembre de 2009, pero los bajos índices de audiencias hicieron que aquella fuese la última temporada del programa.